# Велики-Преслав (община)
Велики-Преслав (болг. Община Велики Преслав) — община в Болгарии. Входит в состав Шуменской области. Население составляет 13 382 человек (на 1 февраля 2011 г.).

## Состав общины
В состав общины входят следующие населённые пункты:
1. Велики-Преслав
2. Драгоево
3. Златар
4. Имренчево
5. Кочово
6. Миланово
7. Мокреш
8. Мостич
9. Осмар
10. Суха-Река
11. Троица
12. Хан-Крум